# Гргур Бранковић (син севастократора Бранка)
Гргур Бранковић (умро пре 16.07. 1398) је био српски племић из друге половине XIV века и средњи син севастократора Бранка Младеновића, који је управљао Охридом у доба цара Душана (краљ 1331—1346, цар 1346—1355). Заједно са млађим братом Вуком, управљао је малим породичним поседом око Борча у Дреници на Косову. Њих двојица су у марту 1365. године дали прилоге светогорском манастиру Хиландару, што је повељом потврдио цар Урош (1355—1371). Био је ожењен Теодором, а преминуо је пре 16.07.1398. године
Поједини историчари, на основу једног записа, сматрају да је његова супруга једно време живела са Марком Мрњавчевићем (1371—1395), у доба када је он отерао своју супругу Јелену, ћерку Радослава Хлапена.
У једном извору из тог доба, наводи се да је, за време краља Вукашина (1365—1371), Пологом (облашћу око Тетова) управљао извесни Гргур. Радослав Грујић је сматрао да се ради о Гргуру Бранковићу, што су као могућности прихватили и неки други историчари, али има и оних који сматрају да се ради неком властелину Вукашина Мрњавчевића.
Заједно са млађим братом Вуком насликан је поред цара Уроша на фресци у цркви Богородице Перивлепте у Охриду. Композиција на којој су, поред њих тројице, насликана и три свештена лица из Охрида, смештена је у (северном) параклису светог Григорија Богослова, на његовом фасадном зиду. Датира се у 1365. годину, а данас доста оштећена.

## Породица
Гргур Бранковић је рођен као средњи син севастократора Бранка Младеновића, у браку са непознатом племкињом. Поред њега, они су имали још троје деце, два сина и једну ћерку, која је била најмлађе дете:
- Никола Радоња (у монаштву Роман и Герасим) (?—3. децембра 1399)
- Вук (око 1345—6. новембра 1397)
- Теодора (Војислава) (?—?), удата за Ђорђа Топију, господара Драча

Био је ожењен Теодором, а у изворима нема података о томе да ли су имали деце.